# Ashikita
Ashikita (jap. 芦北町 Ashikita-machi) – miasto w Japonii, na wyspie Kiusiu, w prefekturze Kumamoto. Według danych na rok 2020 miejscowość zamieszkiwało 15 681 mieszkańców , a gęstość zaludnienia wyniosła 67 os./km².